# Бъртрам Брокхауз
Бъртрам Брокхауз (на английски: Bertram Neville Brockhouse) е канадски физик, носител на Нобелова награда за физика за 1994 г.

## Биография
Роден е на 15 юли 1918 г. в Летбридж, Албърта, Канада. Получава бакалавърска степен от Университета на Британска Колумбия (1947), защитава магистърска(1948) и докторска (1950) степени от Университета на Торонто. През 1962 става професор в Университета Макмастър, където работи до пенсионирането си през 1987.
Работи в областта на физиката на кондензираната материя, като изследва дифракцията на неутрони и приложението на това явление в изследване на свойствата на кондензираната материя. За това откритие споделя с Клифърд Шул Нобеловата награда за физика за 1994.
Умира на 13 октомври 2003 г. в Хамилтън, Онтарио, на 85-годишна възраст.